# Hypancistrus furunculus
Hypancistrus furunculus — вид риб з роду Hypancistrus родини Лорікарієві ряду сомоподібні.

## Опис
Загальна довжина сягає 12 см. Спостерігається статевий диморфізм: самці більше за самиць. Диморфізм проявляється лише у дорослих особин. Голова широка, звужується на кінчику морди. Сплощена зверху. У самців на голові є невеличкими одонтоди (шкіряні зубчики), у самиць вони майже не помітні. Очі доволі великі. Кількість нижньощелепних зубів менша за кількість передньощелепних. Є 2 пари невеликих вусів. Тулуб витягнутий, сплощений знизу. Спинний плавець помірно довгий з сильним шипом. Жировий плавець невеличкий. Грудні плавці широкі з невеличкими одонтодами (у самців). У грудні частині є клейковий апарат, що дозволяє присмоктуватися до каміння або інших предметів дна. Черевні плавці великі. Анальний плавець маленький. Хвостовий плавець подовжений.
Забарвлення біле або кремове, по ньому проходять чорні або сірі майже поперечні широкі смуги. Забарвлення у самиць темніше. З віком контрастність зменшується.

## Спосіб життя
Є демерсальною рибою. Віддає перевагу прозорій воді. Зустрічається на швидких течіях зі скелясто-гравійним дном. Вдень ховається у печерках, під камінням, серед корчів. Активна вночі. Живиться переважно дрібними безхребетними. Водорості вживають лише молоді особини.

## Розповсюдження
Мешкає у верхів'ях річки Ориноко (Венесуела).